# 傅鶚
傅鶚（1494年4月6日—16世紀），字文瑞，號石山，江西臨江府新喻縣人，明朝政治人物。

## 生平
正德十一年（1516年）丙子科江西鄉試舉人，嘉靖二年（1523年）成進士，獲授行人，七年（1528年）選授為試御史，不久實授廣東道監察御史，巡按湖廣時有風骨名聲，其後與權臣嚴嵩不和而請求辭官終養，身後入祀鄉賢祠。

## 著作
有《石山文集》。

## 家族
曾祖父傅訓子，祖父傅介瑛，父親傅禮周，嫡母廖氏，母親劉氏；正室阮氏，繼室宗氏。

## 引用
1. 1 2 3  同治《新喻縣志·卷九·人物一》：傅鶚，字文瑞，號石山，以《春秋》登嘉靖癸未進士，厯官御史巡按湖廣，以風力見稱，與嚴嵩不合，力請終養，卒祀鄉賢，所著有《石山文集》。
2. ↑  同治《新喻縣志·卷八·選舉》：正德十一年丙子鄉試 傅鶚 見進士
3. ↑  《明世宗肅皇帝實錄·卷八十六》：（嘉靖七年三月）選授推官朱孔陽，知縣朱廷立、李宗樞、傅鳳翱、敖越，行人傅鶚、楊東為試御史……
4. ↑  《明世宗肅皇帝實錄·卷九十二》：（嘉靖七年九月）乙未實授試御史理刑行人等官朱廷立、敖鉞、楊東、李宗樞、傅鶚、傅鳳翱、朱孔陽等俱為監察御史。
5. ↑  《明世宗肅皇帝實錄·卷九十八》：（嘉靖八年二月癸巳）廣東道御史傅鶚條陳弭災十二事……
6. ↑  《嘉靖二年癸未科進士登科錄》：傅鶚。貫江西臨江府新喻縣，民籍。國子生。治《春秋》。字文瑞，行二，年三十，三月初二日生。曾祖訓子。祖介瑛。父禮周。前母廖氏，母劉氏。具慶下。兄紀瑞、朝瑞。弟鴻。娶阮氏，繼娶宗氏。江西鄉試第五十名，會試第三百三十六名。